# Thái (Volk)
Zur Nationalität der Thái werden in Vietnam verschiedene ethnische Gruppen aus der Familie der Tai-Völker zusammengefasst, die südwestliche Tai-Sprachen (eng verwandt mit dem Thailändischen und Laotischen) sprechen und südlich oder südwestlich des Roten Flusses siedeln. Die Thái sind eine der 54 offiziell anerkannten Volksgruppen Vietnams.

## Verbreitung
Bei der Volkszählung 2009 gab es in ganz Vietnam 1.550.423 Thái (1,8 % der Gesamtbevölkerung). Die Thái sind damit nach Kinh (ethnischen Vietnamesen) und Tày die drittgrößte Volksgruppe. Die Thái leben ganz überwiegend im ländlichen Raum, nur 99.781 Angehörige der Nationalität (6,4 %) lebten in Städten. Ihr Siedlungsgebiet konzentriert sich in den Hochländern der Nordwestregion sowie den an Laos grenzenden Provinzen der nördlichen Küstenregion:
- Sơn La: 572.441 (53,2 % der Bevölkerung)
- Nghệ An: 295.132 (10,1 %)
- Thanh Hóa: 225.336 (6,6 %)
- Điện Biên: 186.270 (38,0 %)
- Lai Châu: 119.805 (32,3 %)
- Yên Bái: 53.104 (7,2 %)
- Hòa Bình: 31.386 (4,0 %)

Die zu den Thái gezählten Untergruppen sind:
- Tai Dam, vietnamesisch Thái Đen, „Schwarze Tai“ (ca. 700.000, v. a. in Sơn La, Điện Biên, Lai Châu, Yên Bái)
- Tai Don, Thái Trắng, „Weiße Tai“ (ca. 280.000, v. a. in Lai Châu, Điện Biên, Sơn La)
- Phu Thai, Pu Thay (ca. 209.000, v. a. in Thanh Hóa und Nghệ An)
- Tai Daeng, Thái Đỏ, „Rote Tai“ (ca. 80.000, v. a. in Sơn La, Hòa Bình)
- Tai Thanh bzw. Tày Thanh (ca. 20.000, v. a. in Nghệ An, Thanh Hóa)
- Tai Hang Tong bzw. Hàng Tổng oder Tày Mường (ca. 10.000, v. a. in Nghệ An)

Die in Vietnam lebenden Tai Lü und Lao werden nicht zu den Thái gezählt, obwohl ihre Sprachen eng verwandt sind. Tai Dam und Tai Don leben auch in der Volksrepublik China, dort werden sie aber zur Nationalität der Dai gezählt. Tai Don, Phu Thai, Tai Dam und Tai Daeng leben auch in Laos; Phu Thai und Tai Dam auch in Thailand (letztere unter der Bezeichnung Lao Song).

## Geschichte
Die Anwesenheit von Tai-Völkern auf dem Gebiet des heutigen Nordwestvietnam ist mindestens seit dem 8. Jahrhundert belegt. Der Überlieferung nach stammen die als Thái zusammengefassten Hochland-Tai (ebenso wie die Lao und andere Tai-Völker) von Khun Borom ab, der Hauptfigur ihres Schöpfungsmythos. Die Thái siedelten zwar im Hochland, dort aber entlang von Flusstälern, wo sie Nassreisfeldbau betrieben. Sie bildeten kleinräumige Stammesfürstentümer (Müang), die jeweils aus mehreren Dörfern bestanden.
Mehrere dieser Müang der Tai Dam, Tai Don und Tai Daeng im heutigen Nordwesten Vietnams schlossen sich zur lockeren Konföderation Sip Song Chu Thai („zwölf Kantone der Tai“) zusammen. Diese blieb auch nach der Kolonisierung durch die Franzosen autonom, als Pays Thaï. 1948 wurde sie als Fédération Thaï zu einem eigenständigen Staat innerhalb der Union française erklärt. Thái kämpften im Indochinakrieg sowohl als reguläre Truppen als auch als Guerilla-Einheiten aufseiten der Franzosen, einige schlossen sich aber auch den Việt Minh an. Während der Endphase des Krieges war das Siedlungsgebiet der Thái hart umkämpft (Schlacht um Điện Biên Phủ). Infolgedessen siedelten einige Thái nach Frankreich, Australien oder die USA über. Von 1955 bis 1961 wurde die Nordwestregion Vietnams als „Autonome Region der Thái und Mèo“ (Khu tự trị Thái - Mèo) deklariert, anschließend aber in „Autonome Nordwest-Region“ umbenannt, 1975 wurde die Autonomie ganz entzogen.